# Honoré de Sainte-Marie
Le père Honoré de Sainte-Marie, né Blaise Vauzelle, est un religieux français né le 4 juillet 1651 à Limoges et mort en 1729 à Lille. Il est connu pour avoir été un philosophe, théologien, historien et polémiste célèbre.

## Biographie
Né à Limoges en 1651, Blaise Vauzelle entre chez les carmes déchaussés de Toulouse en 1671. Voulant devenir missionnaire, il est envoyé à Malte s'y préparer, mais ses supérieurs l'y nomment sous-prieur ; il revient en France au terme de sa fonction sans avoir pu s'embarquer pour le Levant.
Il occupe ensuite les postes de professeur de philosophie et de théologie, prieur, provincial et visiteur général. Il meurt à Lille en 1729.

## Œuvres
Il s'intéressa aux questions du temps alors brûlantes, comme le quiétisme, le jansénisme, le gallicanisme, mais aussi au cartésianisme en philosophie, et au rationalisme dans les relations entre les Écritures et l'histoire. Il fut accusé de son temps de ne pas avoir toujours appliqué à lui-même les principes critiques qu'il avait établis. 
Ses travaux peuvent être divisés en plusieurs thèmes :
Philosophie
- Disputationes philosophicæ (Clermont, 1686), contre Descartes et Gassendi.

Théologie
- Propositiones theologicæ (Perpignan, 1689), une étude du Symbole des Apôtres d'un point de vue dogmatique, scolastique, et historique ;
- Dissertations sur la grâce et la prédestination (non publié) ;
- Traité des indulgences et du jubilé (Bordeaux, 1701), publié en préparation du jubilé de 1725;
- Dissertation apologétique (Bordeaux, 1701), prenant la défense de l’Examen de la théologie mystique de Jean Cheron, carme déchaussé (1596-1673), qui avait été attaqué par un franciscain ;
- De la contemplation (Paris, 1708), étudiée d'un point de vue dogmatique et pratique, en défense de la tradition carmélite du mysticisme. Une suite a été publiée en 1713 sous le titre Les motifs et la pratique de l'Amour divin ;
- Problème proposé aux savants (Paris, 1708), où le Père Honoré examine les œuvres attribués à Denys l'Aréopagite

Polémiqueoù il combat de manière résolue le jansénisme :
- Quatre volumes pour la défense de la bulle Unigenitus, publiés entre 1710 et 1722;
- Des Notes sur les écrits de Jansenius, Saint-Cyran, Arnauld, Quesnel, Petitpied et autres (Ypres, 1724);
- Difficultés proposées à l'auteur de l'Examen théologique (1723);
- Justification des lettres en forme de bref du pape Benoît XIII, sur les enseignements de saint Augustin et saint Thomas (Bruxelles, 1725) ;
- Deux lettres, la première montrant que le miracle qu'on disait s'être produit lors de la procession du Saint-Sacrement à Paris le 31 mai 1725 ne pouvait pas être apporté en faveur de ceux qui refusaient de signer la bulle Unigenitus, et la seconde adressée à un certain abbé sur la nécessité de souscrire à cette même bulle ;
- Plusieurs dissertations sur cette même bulle (Bruxelles, 1727).

Histoire et critique
- Theologiæ positiones (Toulouse, 1706), sur la solution à apporter aux problèmes chronologiques posés par les Écritures ;
- Dissertation sur la chevalerie ancienne et moderne(Paris, 1718, et en Italien, Brescia, 1761);
- Vie du bienheureux Jean de la Croix, carme déchaussé (Tournai, 1727), écrite à l'occasion de sa béatification ;
- Une édition critique du manuscrit de Flodoard ;
- Réflexions sur les règles et l'usage de la critique, trois volumes (Paris, 1712, 1717, et Lyon, 1720). Cet ouvrage a été plusieurs fois réimprimé, et traduit en latin, italien et espagnol, et est l'ouvrage le plus connu du Père Honoré ;
- Denuntiatio historiæ ecclesiasticæ (anonyme, 1726). Alors que les Réflexions étaient principalement dirigées contre Tillemont, cet ouvrage critique attaque l’Histoire ecclésiastique de Claude Fleury.
- Dissertations historiques et critiques sur la chevalerie ancienne et moderne, séculière et régulière, avec des notes, Paris, Giffart, 1718.